# Мег Райан
Мег Ра́йан (англ. Meg Ryan; имя при рождении — Ма́ргарет Мэ́ри Э́мили Энни Ха́йра (англ. Margaret Mary Emily Anne Hyra); род. 19 ноября 1961[…], Фэрфилд) — американская актриса кино, телевидения и озвучивания, кинопродюсер.

## Биография

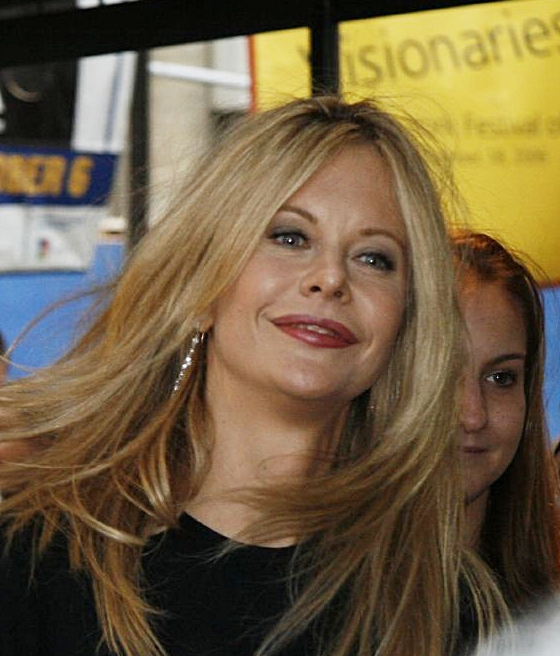
2006 год

Мег Райан родилась 19 ноября 1961 года в Фэрфилде (штат Коннектикут). Её отец — учитель математики, а мать — агент по подбору актёров. Мать Райан, Сьюзан, мечтала стать актрисой, бросила семью ради карьеры, оставив на воспитание отцу четверых детей. Тогда Мег было 15 лет. После окончания средней школы в городе Бетеле в 1979 году она поступила на факультет журналистики Нью-Йоркского университета.
В 1981 году она дебютировала в последнем фильме Джорджа Кьюкора «Богатые и знаменитые» в роли дочери Кэндис Берген. В 1982—1984 годах Райан играла Бэтси Монтгомери в сериале «Пока вращается мир».
В 1986 году большим кассовым успехом в США пользовался фильм «Лучший стрелок», в котором главную роль сыграл Том Круз. Мег в роли жены второго летчика (Энтони Эдвардс) запомнилась всей Америке фразой: «Возьми меня или потеряй навсегда» (англ. Take me to bed or lose me forever).
Сцена из фильма «Когда Гарри встретил Салли», в которой Гарри и Салли сидят в ресторане и Салли на спор симулирует оргазм, считается одной из самых лучших в кинематографе, а фраза «Мне — то же, что и ей» (англ. I’ll have what she’s having), сказанная посетительницей ресторана при виде этой сцены, занимает 33-е место в списке ста лучших киноцитат в американском кино.
Псевдоним Meg Ryan был выбран как анаграмма к слову Germany, учитывая реальное уменьшительное имя Meg к Margaret.

## Личная жизнь
14 февраля 1991 года Райан вышла замуж за актёра Денниса Куэйда, с которым начала встречаться во время съёмок фильма «Мёртв по прибытии». Их сын, Джек Генри Куэйд, родился 24 апреля 1992 года. В июне 2000 года Куэйд и Райан объявили о расставании. Их развод был завершён 16 июля 2001 года.
В январе 2006 года Райан удочерила девочку из Китая, которую назвала Дейзи Тру (род. 2004).
С 2009 года, после неудачной операции на лице, почти перестала сниматься в кино.
С 2010 года Райан состоит в отношениях с музыкантом Джоном Мелленкампом. В ноябре 2018 года пара объявила о помолвке.

## Фильмография

### Актриса
| Год       |    | Русское название                    | Оригинальное название             | Роль                               |
| --------- | -- | ----------------------------------- | --------------------------------- | ---------------------------------- |
| 1981      | ф  | Богатые и знаменитые                | Rich and Famous                   | Дебби, 18 лет                      |
| 1982      | с  | Как вращается мир                   | As the World Turns                | Бетси Стюарт Монтгомери Андропулос |
| 1982      | с  | ABC Специально после школы          | ABC Afterschool Special           | Дениз                              |
| 1982      | с  | Один из парней                      | One of the Boys                   | Джейн                              |
| 1983      | ф  | Амитивилль 3-D                      | Amityville 3-D                    | Лиза                               |
| 1984—1985 | с  | Чарльз в ответе                     | Charles in Charge                 | Меган Паркер                       |
| 1985      | с  | Дикая сторона                       | Wildside                          | Келли Оакс                         |
| 1986      | ф  | Лучший стрелок                      | Top Gun                           | Кэрол Брэдшоу                      |
| 1986      | ф  | Вооружён и опасен                   | Armed and Dangerous               | Мэгги                              |
| 1987      | ф  | Внутреннее пространство             | Innerspace                        | Лидия                              |
| 1987      | ф  | Далёкие мечты                       | Promised Land                     | Беверли «Бев» Сайкс                |
| 1988      | ф  | Мёртв по прибытии                   | D.O.A.                            | Сидни Фуллер                       |
| 1988      | ф  | Президио                            | The Presidio                      | Донна Колдуэлл                     |
| 1989      | ф  | Когда Гарри встретил Салли          | When Harry Met Sally…             | Салли Олбрайт                      |
| 1990      | ф  | Джо против вулкана                  | Joe Versus the Volcano            | ДиДи / Анжелика / Патриция         |
| 1991      | ф  | Дорз                                | The Doors                         | Памела Курсон                      |
| 1990—1991 | мс | Команда спасателей Капитана Планеты | Captain Planet and the Planeteers | доктор Блайт                       |
| 1992      | ф  | Прелюдия к поцелую                  | Prelude to a Kiss                 | Рита                               |
| 1993      | ф  | Неспящие в Сиэтле                   | Sleepless in Seattle              | Энни Рид                           |
| 1993      | ф  | Плоть от плоти                      | Flesh and Bone                    | Кей Дэвис                          |
| 1994      | ф  | Когда мужчина любит женщину         | When a Man Loves a Woman          | Элис Грин                          |
| 1994      | ф  | Коэффициент интеллекта              | I.Q.                              | Катрина Бойд                       |
| 1995      | ф  | Французский поцелуй                 | French Kiss                       | Кейт                               |
| 1995      | ф  | Королевская милость                 | Restoration                       | Катарина                           |
| 1996      | ф  | Мужество в бою                      | Courage Under Fire                | капитан Карен Эмма Уолден          |
| 1997      | ф  | Дурман любви                        | Addicted to Love                  | Мэгги                              |
| 1997      | мф | Анастасия                           | Anastasia                         | Анастасия                          |
| 1998      | ф  | Город ангелов                       | City of Angels                    | Мэгги Райс                         |
| 1998      | ф  | Переполох                           | Hurlyburly                        | Бонни                              |
| 1998      | ф  | Вам письмо                          | You’ve Got Mail                   | Кэтлин Келли                       |
| 2000      | ф  | Отбой                               | Hanging Up                        | Иви                                |
| 2000      | ф  | Доказательство жизни                | Proof of Life                     | Элис                               |
| 2001      | ф  | Кейт и Лео                          | Kate & Leopold                    | Кейт Маккей                        |
| 2003      | ф  | Тёмная сторона страсти              | In the Cut                        | Фрэнни Эвери                       |
| 2004      | ф  | Наперекор судьбе                    | Against the Ropes                 | Джеки Каллен                       |
| 2007      | ф  | В стране женщин                     | In the Land of Women              | Сара Хардвик                       |
| 2007      | мс | Симпсоны                            | The Simpsons                      | доктор Свонсон                     |
| 2008      | ф  | Сделка                              | The Deal                          | Дейдра Хирн                        |
| 2008      | ф  | Новый парень моей мамы              | My Mom’s New Boyfriend            | Марти Дюранд                       |
| 2008      | ф  | Женщины                             | The Women                         | Мэри                               |
| 2009      | ф  | Это развод!                         | Serious Moonlight                 | Луиза                              |
| 2009      | с  | Умерь свой энтузиазм                | Curb Your Enthusiasm              | Мег Райан                          |
| 2013      | с  | Интернет-терапия                    | Web Therapy                       | Карен Шарп                         |
| 2013      | с  | Интернет-терапия                    | Web Therapy                       | Карен Шарп                         |
| 2015      | ф  | Фанатка                             | Fan Girl                          | Мэри Фарроу                        |
| 2015      | ф  | Итака                               | Ithaca                            | миссис Маколей                     |
| 2015      | мф | Головоломка                         | Inside Out                        | брезгливость миссис Андерсон       |
| 2021      | с  | Как я встретила вашего папу         | How I Met Your Dad                | рассказчик                         |
| 2023      | ф  | Что происходит потом                | What Happens Later                | Вилла                              |

### Продюсер
- Французский поцелуй (French Kiss, 1995) (продюсер)
- Северное сияние  (фильм, 1997)[англ.] (Northern Lights, 1997) (TV) (исполнительный продюсер)
- Заблудшие души (Lost Souls, 2000) (продюсер)
- Свадебный переполох (The Wedding Planner, 2001) (исполнительный продюсер)
- Шаманы пустыни (Desert Saints, 2002) (продюсер)